# Intersexualidad en los Estados Unidos
Las personas intersexuales en los Estados Unidos tienen los mismos derechos que otras personas en algunos temas, pero con lagunas importantes, como por ejemplo en la protección contra la violencia y las intervenciones médicas sin consentimiento por motivos cosméticos y protecciones contra la discriminación. Varias organizaciones intersexuales civiles actúan para eliminar prácticas dañinas y promover la aceptación social y la igualdad. En los últimos años, los activistas intersexuales también han logrado ciertos tipos de reconocimiento legal.

## Historia
Entre los primeros testimonios de personas intersexuales en Norteamérica se encuentran los de los inmigrantes ingleses Thomas(ine) Hall, en la Virginia colonial del siglo XVII, y Levi Suydam, hombre intersexual de Connecticut durante el siglo XIX que, como fue declarado hombre, tenía derecho a voto. En el derecho anglosajón primitivo, al igual que en el derecho canónico, se estipulaba que los hermafroditas debían ser tratados como hombre o mujer según el sexo predominante.
En septiembre de 2017 Scout Schultz, estudiante intersexual y de género no binario, murió de un balazo en el Instituto de Tecnología de Georgia. En noviembre de 2017, Betsy Driver se convirtió en la primera persona abiertamente intersexual elegida para un cargo público en los Estados Unidos. Driver fue elegida como miembro del consejo en Flemington, ciudad de Nueva Jersey. Driver es la segunda persona intersexual elegida para ejercer un cargo de forma pública, después de Tony Briffa en Australia.

### Intervenciones médicas a intersexuales
Desde mediados del siglo XX, los médicos estadounidenses han considerando que el hecho de que un niño sea intersexual es una "emergencia psicosocial", y han estado realizando cirugías genitales "normalizadoras" o "reconstructivas" sin examinar alternativas no quirúrgicas (por ejemplo, terapia). A la hora de decidir si asignar al niño intersexual el sexo de "hombre" o "mujer", los factores que se tienen en cuenta son, por lo general, la capacidad de ser fértil y de penetración sexual. Estas cirugías todavía se llevan a cabo hoy en los Estados Unidos a pesar de ser innecesarias desde un punto de vista médico (es decir, su objetivo es principalmente cosmético) y de que pueden ser perjudiciales para el placer sexual del paciente.

### El movimiento intersexual
El movimiento intersexual en los Estados Unidos se desarrolló en las décadas de 1990 y del 2000, mediante la fundación de la Sociedad Intersexual de Norteamérica (ISNA) y el AIS Support Group USA (que hoy se llama AISDSD) durante la década de 1990, y el Advocates for Informed Choice (hoy interACT), el Bodies Like Ours, la Intersex Initiative y la Organisation Intersex International (hoy la Intersex Campaign for Equality) durante la década del 2000.
La Sociedad Intersexual de Norteamérica (ISNA) era un grupo sin ánimo de lucro de defensa de los derechos de los intersexuales, fundado en 1993 por Cheryl Chase, con el objetivo de acabar con el sentimiento de vergüenza, con el secretismo y con las cirugías genitales no deseadas. Entre otras actividades, publicó la revista Hermaphrodites with Attitude.
El activismo intersexual de entre finales de los años 90 y mediados de la década del 2000 se tradujo en actos como una manifestación delante de una conferencia nacional de pediatría o charlas en conferencias clínicas, y en la primera investigación de derechos humanos sobre la "normalización" médica, por la Comisión de Derechos Humanos de la Ciudad y Condado de San Francisco. Sin embargo, todavía persisten las intervenciones médicas a intersexuales forzadas.
ISNA cerró en junio de 2008, habiendo apoyado la creación de un nuevo término clínico para las condiciones intersexuales, Trastornos del Desarrollo Sexual (DSD, por sus siglas en inglés), aunque de forma ambivalente, como medio para abrir "muchas más puertas" y entablar un diálogo con los médicos. También respaldaron la fundación de una nueva organización, la Accord Alliance, creada para promover planteamientos exhaustivos e integrados sobre la asistencia sanitaria. Desde esa, se fundaron nuevas organizaciones como la Intersex Campaign for Equality y el interACT, cuyos objetivos estaban relacionados con los derechos humanos y civiles.
interACT ha colaborado con MTV en el programa Faking It, famoso por tener la primera protagonista intersexual en una serie de televisión y el primer personaje de la televisión interpretado por una actriz intersexual. En 2017, interACT colaboró con la modelo Hanne Gaby Odiele para hacer frente a los tabús sociales.

## Integridad física y autonomía corporal

Prohibición legal de las intervenciones médicas
Reglamento por el cual se suspenden las intervenciones médicas sin consentimiento

### Manifestación y comunicado por parte de la Academia Americana de Pediatría
En octubre de 1996, la Academia Americana de Pediatría hizo público un comunicado de prensa en el que afirmó que:

- Esta Academia se preocupa mucho por el desarrollo emocional, cognitivo y de la imagen corporal de las personas intersexuales, y cree que las cirugías genitales tempranas que tengan éxito son capaces de minimizar estos problemas.
- Las investigaciones que se han realizado sobre niños con genitales ambiguos han demostrado que la imagen corporal sexual de una persona es en gran medida una característica que afecta a la socialización, y que se puede educar con éxito a aquellos niños cuyos genitales externos no reflejen de forma clara sus sexos genéticos como miembros de cualquier sexo si el proceso se inicia antes de los dos años y medio.
- La comprensión y la forma de tratar las condiciones intersexuales ha mejorado de forma significativa, sobre todo durante las últimas décadas...

Este comunicado se publicó como respuesta a la primera manifestación pública realizada por personas intersexuales y sus aliados, en el exterior de la conferencia anual de la Academia, en Boston el 26 de octubre de 1996. La activista Morgan Holmes escribió que la manifestación ocurrió después de que los expulsaran a ella y a Max Beck de la conferencia. Ella afirmó que fueron para realizar un discurso, "sobre los efectos a largo plazo y para rebatir la opinión aún prevalente de que las cirugías cosméticas que se realizan para "arreglar" los genitales intersexuales eran lo mejor para el niño", pero "los trataron, de forma oficial, con hostilidad y los guardias de seguridad los expulsaron de la conferencia". Esta manifestación, realizada por Beck y Holmes, con aliados del movimiento Transexual Menace, se celebra hoy durante el Día de la Visibilidad Intersexual.

### Informe de la Comisión de Derechos Humanos de San Francisco, 2005
En 2005, se llevó a cabo una investigación sobre derechos humanos sobre la "normalización" médica de las personas intersexuales, realizado por la Comisión de Derechos Humanos de San Francisco, la cual se cree que "probablemente es el primer informe de derechos humanos sobre el tratamiento hacia las personas intersexuales, sin duda es el primero en el idioma inglés".

1. Las cirugías genitales en niños y los tratamientos con hormonas sexuales que no se realizan con el objetivo de tratar enfermedades físicas, como por ejemplo para mejorar el tracto urinario o el funcionamiento del metabolismo, y que no se ha mostrado que alivien el dolor o alguna enfermedad (de aquí en adelante se las llamará intervenciones "normalizadoras") son innecesarias y no son emergencias médicas o sociales.
2. Las intervenciones "normalizadoras" que se realizan sin el consentimiento informado del paciente son inherentemente abusos contra los derechos humanos.
3. Las intervenciones "normalizadoras" les quitan a las personas intersexuales la oportunidad de expresar su propia identidad y de disfrutar intacta su propia fisiología.
4. No es ético alterar los genitales de un niño mediante cirugías irreversibles, ignorando sus derechos humanos a la privacidad, dignidad, autonomía e integridad física simplemente por razones estéticas y psicosociales. Está mal quitarle a una persona su derecho a determinar su propia experiencia e identidad sexual. ...
5. Es incorrecto éticamente tratar a personas diferente o de forma injusta porque otras personas las perciban como "monstruos" o "rarezas".

Comisión de Derechos Humanos de la Ciudad y Condado de San Francisco

### Cambio clínico a la terminología de Trastornos del Desarrollo Sexual
En 2005, Cheryl Chase y Alice Dreger, entre otras personas, pidieron que se sustituyese la palabra "hermafrodita" por el término "Trastornos del Desarrollo Sexual" (DSD). Posteriormente ese mismo año, una "Reunión de Consenso Intersexual" clínica de sociedades endocrinas pediátricas estadounidenses y europeas adoptaron el término "DSD" como sustituto tanto al término intersexual como al término hermafrodita en el ámbito médico.
El nuevo vocabulario de Trastornos del Desarrollo Sexual causa mucha polémica, ya que da a entender que la intersexualidad es una enfermedad. Algunos académicos y activistas, como por ejemplo Georgiann Davis, Morgan Holmes, Esther Morris Leidolf, y psicólogos clínicos como Tiger Devore consideraron que este cambio suponía una reducción de la autoridad médica sobre los cuerpos intersexuales. En mayo de 2016, interACT publicó una declaración en la cual se oponía al uso de este lenguaje patologizador para describir a personas nacidas con características intersexuales, señalando que "estaba aumentando la comprensión y la aceptación del término "intersexual" por parte de la sociedad".
En 2017 el hospital para niños Lurie de Chicago y el AISDSD Support Group realizaron una investigación en la que se concluyó que al 80% de las personas afectadas del AISDSD Support Group que respondieron "les gustaba mucho, les gustaba o les daba igual el término intersexual", mientras que a los cuidadores les gustaba menos el término. El hospital concluyó que la terminología de "trastornos del desarrollo sexual" puede afectar al cuidado de los pacientes de forma negativa, puede ofender, y puede causar una menor asistencia a las clínicas médicas. Los resultados de la investigación sobre los "trastornos del desarrollo sexual" coincidieron con resultados anteriores que se obtuvieron de un sondeo a un grupo de apoyo para la hiperplasia suprarrenal congénita, la Fundación CARES.

### Apoyo internacional
En 2013, Pidgeon Pagonis testificó para interACT ante la Comisión Interamericana de Derechos Humanos sobre las intervenciones médicas que sufrió en su niñez debido a su condición de intersexual, junto a los latinoamericanos Mauro Cabral, Natasha Jiménez y Paula Machado. En 2014, Anne Tamar-Mattis escribió en un libro publicado por el Center for Human Rights & Humanitarian Law en el Washington College of Law de la Universidad Americana sobre las intervenciones médicas como forma de tortura en el ámbito de la atención sanitaria.
En 2016, el Comité contra la Tortura de las Naciones Unidas le pidió al gobierno de los Estados Unidos que diese su opinión sobre el contenido de algunos informes sobre intervenciones médicas en bebés y niños intersexuales, tras la entrega de un informe por parte de la organización interACT.

### Declaración por parte de los Cirujanos Generales, 2017
En junio de 2017, Joycelyn Elders, David Satcher y Richard Carmona, tres antiguos Cirujanos Generales de los Estados Unidos, publicaron un documento en el Palm Center, en el cual citaron una declaración del Departamento de Estado y los avances ocurridos en Alemania, Suiza, Australia, Chile, Argentina y Malta, y pidieron que se reconsiderasen las cirugías genitales prematuras que se realizan a los niños con características intersexuales. La declaración reflexionó sobre la historia de dichas intervenciones, sobre los razonamientos que había detrás de ellas, y sobre sus consecuencias, diciendo que:

Cuando un individuo nace con genitales atípicos que no suponen ningún riesgo físico, el tratamiento no se debería centrar en intervenciones quirúrgicas sino en apoyo educacional y psicosocial para la familia y el niño. Las genitoplastias cosméticas deben aplazarse hasta que los niños sean lo suficientemente mayores como para expresar sus propias opiniones sobre si quieren someterse a la cirugía o no. Aquellas personas cuyo juramento o cuya conciencia les piden "no hacer daño" deberían hacer caso al simple dato de que, a día de hoy, la ciencia no avala la práctica de genitoplastias cosméticas en bebés.

### Informe de Human Rights Watch y de interACT sobre niños estadounidenses, 2017
En julio de 2017, Human Rights Watch e interACT publicaron un informe sobre cirugías innecesarias desde el punto de vista médico sobre niños intersexuales, "I Want to Be Like Nature Made Me" (en español: Quiero ser como me ha hecho la naturaleza), basado en entrevistas con personas intersexuales, familias y médicos. El informe dice que:

A las personas intersexuales en los Estados Unidos se les somete a prácticas médicas que pueden producirles daños físicos y psicológicos irreversibles que comienzan cuando son bebés y que pueden durar todas sus vidas. Muchos de estos procedimientos se llevan a cabo con el objetivo autodeclarado de hacer que sea más fácil que los niños crezcan "normales" y que se integren a la sociedad, ayudándolos a que se ajusten a una asignación de sexo determinada. Los resultados a menudo son catastróficos, sus supuestos beneficios no han sido probados en su mayoría, y por lo general no hay en juego ninguna consideración de salud urgente.

En el informe se llegó a la conclusión de que todavía perdura como predeterminada la recomendación que los doctores les dan a los padres de realizar intervenciones médicas, aunque ha habido algunos cambios en algunas regiones de los EE. UU. y se afirma que las técnicas quirúrgicas han mejorado; por esta razón, la situación y los cuidados sanitarios que se reciben son distintos dependiendo de la zona y no existen criterios estándar de atención médica, sino que los paradigmas para la atención médica todavía están basados en factores socioculturales, incluyendo las expectativas de lo que es "normal", mientras que sigue sin apenas existir evidencias que apoyen la cirugía. "Prácticamente todos los padres" en el estudio manifestaron que recibieron presión para someter a sus hijos a cirugía, y muchos denunciaron la existencia de información errónea. El informe reclama que se prohíban los "procedimientos quirúrgicos cuyo fin sea alterar las gónadas, los genitales o los órganos sexuales internos de niños con características sexuales atípicas que sean demasiado jóvenes como para participar en la toma de la decisión, cuando estos procedimientos conlleven un riesgo significativo de causar daños y puedan ser pospuestos de forma segura."
La Academia Americana de Pediatría reconoció el informe como una importante contribución a la investigación.

### Respuestas a los avances
En una entrevista para Harper's Magazine en 2017, Laurence Baskin, jefe de urología pediátrica en la Universidad de California, San Francisco, le dijo a la periodista Sarah Topol "que él recomendaría cirugías tempranas no solo para la 5-alfa sino también para el 95 por ciento de las condiciones D.S.D. conocidas ... Baskin clasifica estas operaciones como cirugías correctivas, y considera que no es distinto a arreglar un paladar hendido o un pie equino. "Básicamente, los tratamos porque tienen una anomalía congénita"."
Como respuesta al informe de Human Rights Watch de 2017, Associated Press informó que la Fundación CARES se oponía a la prohibición de estas prácticas, ya que sostenía que los padres deberían ser capaces de autorizar la realización de cirugías con el objetivo de "reducir el tamaño del clítoris" sin tener que preocuparse de "agendas morales y filosóficas". Kyle Knight de Human Rights Watch le respondió que no hay evidencias de que esto sea un riesgo para la salud, y que "hay límites a lo que los padres les pueden hacer a sus hijos". interACT afirma que ellos "no conocen ninguna jurisdicción en los EE.UU. que haga cumplir sus propias leyes en contra de la mutilación genital femenina en aquellos casos en los cuales la niña que sufre la ablación de clítoris posea características intersexuales".
En noviembre de 2016, GLMA aprobó una nueva posición política relacionada con aquellos pacientes con diferencias del desarrollo sexual, en la cual recomienda el "retraso de cualquier intervención quirúrgica y de cualquier intervención médica relacionada con el género para las condiciones de DSD que no se consideren necesarias desde un punto de vista médico".
Associated Press informó en julio de 2017 que la Junta de Fideicomisarios de la Asociación Médica Estadounidense estaba considerando emitir una declaración de política "instando a los doctores a que pospongan las cirugías en bebés y en niños pequeños intersexuales" "excepto cuando existan circunstancias que pongan en riesgo la vida del niño y que requieran intervenciones de emergencia".
El 28 de agosto, California se convirtió en el primer estado de EE. UU. en condenar las cirugías realizadas en niños intersexuales sin consentimiento, en la Resolución SCR-110.

## Reparaciones

### Caso M.C. contra Aaronson
El caso de M.C. contra Aaronson, presentado por interACT con el Southern Poverty Law Center, se llevó ante los tribunales en 2013. El niño del caso nació en diciembre de 2004 con ovotestis, y al principio se determinó que era un varón, pero posteriormente se le asignó el sexo de mujer y fue acogido por el Departamento de Servicios Sociales de Carolina del Sur en febrero de 2005. Los médicos responsables de M.C. concluyeron al principio que la cirugía no era urgente ni necesaria, y que M.C. podría acabar identificándose como hombre o como mujer pero, en abril de 2006, sometieron a M.C. a intervenciones médicas feminizadoras. Fue adoptado en diciembre de 2006. Tenía 8 años cuando se aceptó el caso, y hoy se identifica como un hombre. El Southern Poverty Law Center declaró que: "En la condición de M.C., es imposible saber si el niño se acabaría identificando como un chico o como una chica. Sin embargo, los doctores decidieron asignar a M.C. el sexo femenino y alterar su cuerpo para que se adaptase al estereotipo que tenían sobre cómo debe ser la apariencia de una chica." El acusado en el caso, el doctor Ian Aaronson, había escrito en el año 2001 que "las genitoplastias feminizadoras que se realicen en un bebé que algún día se podría identificar como un chico podrían ser catastróficas".
Los acusados intentaron desestimar el caso y obtener una defensa de inmunidad calificada, pero el Tribunal de Distrito de Carolina del Sur se los negó. En enero de 2015, el Tribunal de Apelaciones del Cuarto Circuito revocó esta decisión y desestimó la demanda, declarando que "no quería 'restarle importancia al grave daño que M.C. asegura haber sufrido', pero que un funcionario razonable en 2006 no habría recibido suficientes advertencias por parte los precedentes existentes en aquel momento de que, al realizarle una cirugía de asignación de sexo a M.C. (en aquel momento de 16 meses de edad), estaban violando un derecho constitucional suyo claramente establecido." El Tribunal no dictaminó si la cirugía violó los derechos constitucionales de M.C. o no. Posteriormente se presentaron demandas estatales.
En julio de 2017, se anunció que la Universidad Médica de Carolina del Sur había llegado a un acuerdo extrajudicial con los demandantes, y que les pagaría 440.000 dólares. La Universidad negó haber cometido negligencia, pero aceptó un acuerdo "de compromiso" para evitar "los costes del litigio."

## Protección contra la discriminación

Protección explícita contra la discriminación debido a las características sexuales
Protección explícita contra la discriminación debido a la condición de intersexual
Protección explícita contra la discriminación debido a la intersexualidad, enfocada en el sexo de la persona

En mayo de 2016, el Departamento de Salud y Servicios Sociales de los Estados Unidos hizo una declaración en la cual explicó que la Sección 1557 del Obamacare prohíbe la "discriminación basada en características intersexuales o en características sexuales atípicas" en la asistencia sanitaria financiada con fondos públicos, como parte de la prohibición de la discriminación "basada en el sexo".
Además, la Ley sobre Estadounidenses con Discapacidades de 1990 también protege a las personas intersexuales.
En 2017, interACT presentó un amicus curiae sobre protecciones en la educación para cuestiones de identidad de género bajo el Título IX en el caso de Gavin Grimm (G.G. contra el Comité Escolar del Condado de Gloucester). En el amicus curiae declaró que el Comité Escolar del Condado de Gloucester (en Virginia) tenía una "visión simplista del sexo 'psicológico' [que] se puede demostrar que es incorrecta en lo que se refiere a la biología humana. Es más, desprecia a miles de jóvenes intersexuales al borrar sus cuerpos y vidas y ubicarlos fuera del reconocimiento de la ley.".

## Documentos de identidad

### Clasificaciones en un tercer sexo
Durante el Día de la Visibilidad Intersexual (el 26 de octubre) en 2015, Lambda Legal presentó una demanda federal por discriminación contra el Departamento de Estado de los Estados Unidos por no darle un pasaporte a Dana Zzyym, una persona intersexual de género no binario que ejerce como Director Adjunto del Intersex Campaign for Equality y que es veterano de la marina. El 22 de noviembre de 2016, el Tribunal de Distrito de los Estados Unidos para el Distrito de Colorado falló a favor de Zzyym, y afirmó que el Departamento de Estado violó la ley federal. En el fallo se indicó que el tribunal no encontró "ninguna evidencia de que el Departamento haya seguido ningún proceso de toma de decisiones racional en su decisión de implementar una política de pasaportes puramente binaria", y le ordenó a la Agencia de Pasaportes de los EE. UU. que reconsiderase su decisión anterior.
El 26 de septiembre de 2016, Sara Kelly Keenan, habitante de California, se convirtió en la segunda persona que cambió legalmente su género a no binario en los Estados Unidos. Keenan, que usa el pronombre ella, se identifica como intersexual "tanto en mi realidad médica como en mi identidad de género ... Nunca se me había ocurrido que esto podía ser una opción, ya que pensaba que las leyes de cambio de género eran exclusivamente para las personas transgénero. Decidí intentarlo y usar el mismo marco legal para tener un tercer género." En diciembre de 2016, la ciudad de Nueva York le entregó a Keenan un certificado de nacimiento en el que se indicaba el sexo 'intersexual', el cual fue el primer certificado de nacimiento que utiliza este término que se emitió en los Estados Unidos. Keenan había solicitado un certificado de nacimiento "no binario", pero el Departamento de Salud e Higiene Mental de la ciudad le pedía un término biológico.
La prensa también ha revelado en diciembre de 2016 que Ohio emitió un certificado de nacimiento con el sexo de 'hermafrodita' en 2012. Ohio emite certificados de nacimiento que se basan en "un registro histórico de los hechos tal y como existían en el momento del nacimiento", y el individuo fue capaz de demostrar su diagnóstico de hermafroditismo verdadero. También se conocen casos de certificados de nacimiento en los cuales no se especifica el sexo.

## Derecho a la vida
Robert Sparrow ha afirmado que la eliminación genética de las características intersexuales podría ser aceptable, a pesar de las implicaciones "incómodas" que habría para "otras variaciones humanas no patológicas" que no afecten a la salud física. Georgiann Davis le respondió argumentando que este tipo de discriminación no tiene en cuenta el hecho de que muchas personas que tienen características intersexuales llevan vidas felices y plenas, y que la "comunidad intersexual solo es 'invisible' a aquellas personas que deciden ignorarla", y que "es la profesión médica, y no la característica intersexual, la fuente principal de daño psicológico y social que mantiene la estigmatización hacia los intersexuales y el "entorno social hostil" al que se enfrentan los individuos con características intersexuales". Jason Behrmann y Vardit Ravitsky afirmaron que: "La elección de los padres de no tener el hijo intersexual puede ... deberse a prejuicios en contra de la atracción hacia el mismo sexo y de la disconformidad de género."

## Defensa de los derechos de las personas intersexuales
Entre las organizaciones de defensa de los derechos de los intersexuales destacan interACT y Intersex Campaign for Equality. También destacó la Intersex Society of North America, inactiva desde 2008.
Entre las personas que defienden los derechos de los intersexuales se encuentran Eden Atwood, Max Beck, Cheryl Chase, Cary Gabriel Costello, Georgiann Davis, Tiger Devore, Alice Dreger, Pidgeon Pagonis, Anne Tamar-Mattis, Hida Viloria, Sean Saifa Wall y Kimberly Zieselman.
En el informe de la Comisión de Derechos Humanos de San Francisco se enumeran algunos testimonios personales, así como en un número de Narrative Inquiry in Bioethics de 2015, y en un libro ganador del Premio Literario Lambda llamado Intersex (For Lack of a Better Word), lo cual en español significa: Intersexual (a falta de una palabra mejor), y que fue escrito por Thea Hillman. Entre las películas que tocan el tema, destaca el cortometraje premiado XXXY (2000). En el año 2017, Hatchette Book Group publicó una autobiografía llamada Born Both (en español, nacido los dos), escrito por Hida Viloria.

### Citas
1. ↑  Raming, Ida; Macy, Gary; Bernard J, Cook (2004). A History of Women and Ordination. Scarecrow Press. p. 113.
2. ↑  Greenberg, Julie (1999). «Defining Male and Female: Intersexuality and the Collision Between Law and Biology». Arizona Law Review 41: 277-278. SSRN 896307.
3. ↑  E Coke, The First Part of the Institutes of the Laws of England, Institutes 8.a. (1st Am. Ed. 1812).
4. ↑  Lang, Nico (7 de diciembre de 2017). «Betsy Driver Is Ready for America's Intersex Tipping Point». INTO. Archivado desde el original el 5 de septiembre de 2018. Consultado el 5 de septiembre de 2018.
5. 1 2 3  Chase, Cheryl (2002). «'Cultural Practice' or 'Reconstructive Surgery'? U.S. Genital Cutting, the Intersex Movement, and Medical Double Standards». Genital Cutting and Transnational Sisterhood 126.
6. ↑  «"I Want to Be Like Nature Made Me" | Medically Unnecessary Surgeries on Intersex Children in the US». Human Rights Watch (en inglés). 25 de julio de 2017. Consultado el 24 de abril de 2018.
7. ↑  «A Brief History». AISDSD. Archivado desde el original el 27 de abril de 2015. Consultado el 15 de enero de 2017.
8. 1 2 3  Karkazis, Katrina (2008). Fixing Sex: Intersex, Medical Authority, and Lived Experience. Duke University Press. p. 260. ISBN 978-0-8223-4318-9.
9. ↑  Re-membering a Queer Body Archivado el 11 de mayo de 2013 en Wayback Machine., AISSG, copia sindicada del artículo de Undercurrents (Mayo de 1994: 11-13) por la Facultad de Estudios Ambientales de la Universidad de York, Ontario.Archivado el 11 de mayo de 2013 en Wayback Machine.
10. ↑  Re-membering a Queer Body, UnderCurrents (Mayo de 1994: 11-13), Facultad de Estudios Ambientales, Universidad de York, Ontario.Archivado el 30 de diciembre de 2013 en Wayback Machine.
11. ↑  Matthews, Karen (22 de octubre de 2000). Debate Grows Over Using Surgery on Infants with Ambiguous Genitals. Los Angeles Times
12. ↑  Murrell, Nancy (28 de octubre de 1998). Intersex group raises questions about genital surgery. Miami Herald
13. ↑  Hackford-Peer, Kim (2005). Cheryl Chase Founds the Intersex Society of North America. in GLBT History, 1993-2004; 2005, p28-30, 2p
14. ↑  Human Rights Commission of the City and County of San Francisco; de María Arana, Marcus (2005). A Human Rights Investigation Into The Medical "Normalization" Of Intersex People. San Francisco. Archivado desde el original el 28 de diciembre de 2013.
15. 1 2  interACT (Junio de 2016). «Recommendations from interACT: Advocates for Intersex Youth regarding the List of Issues for the United States for the 59th Session of the Committee Against Torture». Archivado desde el original el 4 de abril de 2017.
16. ↑  «Why is ISNA using "DSD"?». Intersex Society of North America. 24 de mayo de 2006. Archivado desde el original el 17 de junio de 2006. Consultado el 4 de junio de 2006.
17. ↑  «Welcome to Accord Alliance». Archivado desde el original el 21 de julio de 2010.
18. ↑  «Meet television's groundbreaking intersex character». Buzzfeed. Archivado desde el original el 29 de mayo de 2016.
19. ↑  «"Faking It" Breaks New Ground With First Intersex Actor To Play Intersex Character On TV». New Now Next. Archivado desde el original el 5 de abril de 2016. Consultado el 5 de abril de 2016.
20. ↑  Miller, Susan (23 de enero de 2017). «Model Hanne Gaby Odiele reveals she is intersex». USA Today. Archivado desde el original el 23 de enero de 2017.
21. ↑  «International Fashion Model Hanne Gaby Odiele Reveals She is Intersex; Announces Partnership with interACT Advocates for Intersex Youth to Raise Awareness About the Importance of Human Rights Protections for Intersex People Worldwide». interACT. 23 de enero de 2017. Archivado desde el original el 29 de enero de 2017.
22. ↑  Academia Americana de Pediatría (Octubre de 1996). «Posición de la Academia Americana de Pediatría sobre Intersexualidad». Intersex Day. Archivado desde el original el 31 de enero de 2016. Consultado el 3 de julio de 2017.
23. ↑  Holmes, Morgan (2006). «Deciding fate or protecting a developing autonomy? Intersex children and the Colombian Constitutional Court». Transgender Rights. Minneapolis, Minnesota: University of Minnesota Press. pp. 32-50.
24. ↑  Beck, Max. «Hermaphrodites with Attitude Take to the Streets». Hermaphrodites with Attitude. Archivado desde el original el 5 de octubre de 2015.
25. ↑  Holmes, Morgan (Octubre de 2015), «Cuando Max Beck y Morgan Holmes fueron a Boston», Intersex Day, archivado desde el original el 23 de diciembre de 2015.
26. ↑  Driver, Betsy (14 de octubre de 2015). «Los orígenes del Día de la Visibilidad Intersex». Intersex Day. Archivado desde el original el 20 de octubre de 2015. Consultado el 24 de octubre de 2015.
27. ↑  «Third submission to Senate Inquiry on involuntary sterilisation». Organisation Intersex International Australia. 6 de junio de 2013. Archivado desde el original el 28 de diciembre de 2013.
28. 1 2  Comisión de Derechos Humanos de la Ciudad y Condado de San Francisco (2005). «Human Rights Investigation into the Medical "Normalization" of Intersex People». Archivado desde el original el 4 de enero de 2018.
29. ↑  «Concluding submission to the Senate Inquiry on involuntary or coerced sterilisation». Organisation Intersex International Australia. 12 de septiembre de 2013. Archivado desde el original el 28 de diciembre de 2013.
30. ↑  Dreger, Alice D.; Chase, Cheryl; Sousa, Aron; Gruppuso, Phillip A.; Frader, Joel (18 de agosto de 2005). «Changing the Nomenclature/Taxonomy for Intersex: A Scientific and Clinical Rationale.». Journal of Pediatric Endocrinology and Metabolism. Archivado desde el original el 20 de diciembre de 2016. Consultado el 27 de julio de 2016.
31. ↑  Davis, Georgiann (2015). «Contesting Intersex, The Dubious Diagnosis». NYU Press (Nueva York). ISBN 978-1-4798-3786-1. Archivado desde el original el 29 de septiembre de 2016.
32. ↑  Davis, Georgiann (2011). «DSD is a Perfectly Fine Term": Reasserting Medical Authority through a Shift in Intersex Terminology».  En McGann, PJ; Hutson, David J., eds. Sociology of Diagnosis (Advances in Medical Sociology). Advances in Medical Sociology 12 (Emerald Group Publishing Limited). pp. 155-182. ISBN 978-0-85724-575-5. doi:10.1108/S1057-6290(2011)0000012012.
33. ↑  Holmes, Morgan (2011). «The Intersex Enchiridion: Naming and Knowledge in the Clinic». Somatechnics 1 (2): 87-114. doi:10.3366/soma.2011.0026.
34. ↑  Davis, Georgiann (Septiembre de 2015). Contesting Intersex: The Dubious Diagnosis. NYU Press. p. 45. ISBN 9781479887040.
35. ↑  «An Interview with Dr. Tiger Howard Devore PhD». We Who Feel Differently. 7 de febrero de 2011. Archivado desde el original el 4 de marzo de 2016.
36. ↑  Briffa, Tony (8 de mayo de 2014), Tony Briffa writes on "Disorders of Sex Development", Organisation Intersex International Australia, archivado desde el original el 30 de diciembre de 2014, consultado el 14 de junio de 2019.
37. ↑  Feder, Ellen K.; Karkazis, Katrina (2008). «What's in a Name? The Controversy over "Disorders of Sex Development"». Hastings Center Report 38 (5): 33-36. doi:10.1353/hcr.0.0062.
38. ↑  interACT (de mayo de 2016). «interACT Statement on Intersex Terminology». Interact Advocates for Intersex Youth. Archivado desde el original el 8 de junio de 2016. Consultado el 30 de mayo de 2016.
39. 1 2  Johnson, Emilie K.; Rosoklija, Ilina; Finlayso, Courtney; Chen, Diane; Yerkes, Elizabeth B.; Madonna, Mary Beth; Holl, Jane L.; Baratz, Arlene B.; Davis, Georgiann; Cheng, Earl Y. (Mayo de 2017). «Attitudes towards "disorders of sex development" nomenclature among affected individuals». Journal of Pediatric Urology 13 (6): 608.e1-608.e8. ISSN 1477-5131. PMID 28545802. doi:10.1016/j.jpurol.2017.03.035.
40. ↑  Newswise (11 de mayo de 2017). «Term "Disorders of Sex Development" May Have Negative Impact». Newswise. Archivado desde el original el 15 de mayo de 2017. Consultado el 11 de mayo de 2017.
41. ↑  «The Pursuit of Happiness in Our Original Beautiful Bodies: Pidgeon Pagonis' Recent Testimony before the Inter-American Commission on Human Rights». interACT. 8 de abril de 2013. Archivado desde el original el 10 de enero de 2017. Consultado el 8 de enero de 2017.
42. ↑  Comisión Interamericana de Derechos Humanos (Noviembre de 2015), Violencia contra Personas Lesbianas, Gays, Bisexuales, Trans e Intersex en América, archivado desde el original el 7 de enero de 2016.
43. ↑  Tamar-Mattis, Anne (2014). «Medical Treatment of People with intersex conditions as Torture and cruel, inhuman, or Degrading Treatment or Punishment».  En Center for Human Rights & Humanitarian Law en el Washington College of Law de la Universidad Americana (eds.), ed. Torture in Healthcare Settings: Reflections on the Special Rapporteur on Torture's 2013 Thematic Report. Washington, DC: Center for Human Rights & Humanitarian Law. pp. 91-104. Archivado desde el original el 14 de marzo de 2016.
44. ↑  Comité contra la Tortura de las Naciones Unidas (Diciembre de 2016). «Lista de cuestiones previa a la presentación del sexto informe periódico de los Estados Unidos de América». Archivado desde el original el 3 de febrero de 2017.
45. ↑  Elders, M Joycelyn; Satcher, David; Carmona, Richard (Junio de 2017). «Re-Thinking Genital Surgeries on Intersex Infants». Palm Center. Archivado desde el original el 28 de julio de 2017.
46. ↑  Weiss, Suzannah (30 de junio de 2017). «These Doctors Want Us To Stop Pathologizing Intersex People». Refinery29. Archivado desde el original el 1 de julio de 2017. Consultado el 30 de junio de 2017.
47. ↑  Power, Shannon (29 de junio de 2017). «'Stunning victory' as US Surgeons General call for an end to intersex surgery». Gay Star News. Archivado desde el original el 12 de julio de 2017. Consultado el 30 de junio de 2017.
48. ↑  Departamento de Estado de los Estados Unidos (26 de octubre de 2016). «In Recognition of Intersex Awareness Day». Archivado desde el original el 4 de septiembre de 2017.
49. 1 2  Human Rights Watch; interACT (Julio de 2017). I Want to Be Like Nature Made Me. ISBN 978-1-62313-502-7. Archivado desde el original el 5 de octubre de 2017.
50. 1 2  Human Rights Watch (25 de julio de 2017). «EE. UU.: Cirugías dañinas en niños y niñas intersexuales». Human Rights Watch. Archivado desde el original el 3 de agosto de 2017. Consultado el 25 de julio de 2017.
51. 1 2  Stewart, Philippa (25 de julio de 2017). «Interview: Intersex Babies Don't Need 'Fixing'». Human Rights Watch. Archivado desde el original el 3 de agosto de 2017. Consultado el 25 de julio de 2017.
52. ↑  Academia Americana de Pediatría (25 de julio de 2017). «American Academy of Pediatrics Statement in Response to Human Rights Watch Report on Treatment of Children With Differences of Sex Development». Archivado desde el original el 28 de julio de 2017.
53. ↑  Topol, Sarah A. (Agosto de 2017). «Sons and Daughters». Harper's Magazine. ISSN 0017-789X. Archivado desde el original el 29 de julio de 2017. Consultado el 27 de julio de 2017.
54. 1 2 3  Associated Press (25 de julio de 2017). «Pressure mounts to curtail surgery on intersex children». ABC News. Archivado desde el original el 27 de julio de 2017. Consultado el 27 de julio de 2017.
55. ↑  interACT (Junio de 2016). Recommendations from interACT: Advocates for Intersex Youth regarding the List of Issues for the United States for the 59th Session of the Committee Against Torture. Archivado desde el original el 4 de enero de 2017.
56. ↑  GLMA: Health Professionals Advancing LGBT Equality (2 de noviembre de 2016), Medical and Surgical Intervention of Patients with Differences in Sex Development.
57. ↑  GLMA: Health Professionals Advancing LGBT Equality (Noviembre de 2016), GLMA Adopts Resolution on Care for Children with DSD.
58. ↑  Littlefield, Amy (13 de agosto de 2018). «Intersex People Want to End Nonconsensual Surgeries. A California Resolution Is Their 'Warning Shot.'». Rewire.News. Consultado el 5 de septiembre de 2018.
59. ↑  Miller, Susan (28 de agosto de 2018). «California becomes first state to condemn intersex surgeries on children». USA TODAY. Consultado el 5 de septiembre de 2018.
60. ↑  «AIC's Landmark Lawsuit Makes History!». AIC. 16 de mayo de 2013. Archivado desde el original el 6 de febrero de 2017.
61. 1 2  Southern Poverty Law Center (14 de mayo de 2013). «Groundbreaking SLPC Lawsuit Accuses South Carolina Doctors and Hospitals of Unnecessary Surgery on Infant». Archivado desde el original el 13 de julio de 2015. Consultado el 20 de julio de 2015.
62. ↑  Reis, Elizabeth (17 de mayo de 2013). «Do No Harm: Intersex Surgeries and the Limits of Certainty». Nursing Clio. Archivado desde el original el 25 de febrero de 2015. Consultado el 20 de julio de 2015.
63. ↑  Dreger, Alice (16 de mayo de 2013). «When to Do Surgery on a Child With 'Both' Genitalia». The Atlantic. Archivado desde el original el 20 de julio de 2015. Consultado el 20 de julio de 2015.
64. 1 2 3  White, Ryan L. (2013). «Preferred Private Parts: Importing Intersex Autonomy for M.C. v. Aaronson». Fordham International Law Journal 37: 777. Archivado desde el original el 23 de marzo de 2017.
65. ↑  «Adoptive parents sue over son's sex-assignment surgery». Washington Times. Archivado desde el original el 22 de mayo de 2013.
66. ↑  Aaronson, Ian A (Julio de 2001). «The investigation and management of the infant with ambiguous genitalia: A surgeon's perspective». Current Problems in Pediatrics 31 (6): 168-194. ISSN 0045-9380. doi:10.1067/mps.2001.116127. Archivado desde el original el 4 de enero de 2018.
67. 1 2  Largent, Emily (5 de marzo de 2015). «M.C. v. Aaronson». Petrie-Flom Center, Harvard Law. Archivado desde el original el 18 de febrero de 2017.
68. ↑  interACT (27 de enero de 2015). «Update on M.C.'s Case – The Road to Justice can be Long, but there is more than one path for M.C.». Archivado desde el original el 19 de febrero de 2017. Consultado el 18 de febrero de 2017.
69. ↑  Ghorayshi, Azeen (27 de julio de 2017). «A Landmark Lawsuit About An Intersex Baby's Genital Surgery Just Settled For $440,000». BuzzFeed. Archivado desde el original el 27 de julio de 2017. Consultado el 27 de julio de 2017.
70. ↑  interACT. «Federal Government Bans Discrimination Against Intersex People in Health Care». interactadvocates. Archivado desde el original el 28 de mayo de 2016. Consultado el 27 de mayo de 2016.
71. ↑  Office for Civil Rights (OCR) (2016). «Section 1557 of the Patient Protection and Affordable Care Act» (Text). HHS.gov. Archivado desde el original el 29 de mayo de 2016. Consultado el 27 de mayo de 2016.
72. ↑  Menon, Yamuna (May 2011). «The Intersex Community and the Americans with Disabilities Act». Connecticut Law Review 43 (4): 1221-1251. Archivado desde el original el 2 de febrero de 2017.
73. ↑  interACT (March 2017), Brief of interACT: Advocates for Intersex Youth, et al., as Amici Curiae in support of respondent. G.G., by his next friend and mother, Deirdre Grimm.
74. ↑  «Lambda Legal Sues U.S. State Department on Behalf of Intersex Citizen Denied Passport». Lambda Legal. 26 de octubre de 2015. Archivado desde el original el 21 de febrero de 2017.
75. ↑  Lavers, Michael (23 de noviembre de 2016). «Judge rules in favor of intersex passport applicant». Washington Blade. Archivado desde el original el 2 de febrero de 2017.
76. ↑  «Order: Zzymm v Kerry and Portell». Lambda Legal. Archivado desde el original el 2 de febrero de 2017. Consultado el 30 de enero de 2017.
77. ↑  O'Hara, Mary Emily (26 de septiembre de 2016). «Californian Becomes Second US Citizen Granted 'Non-Binary' Gender Status». NBC News. Archivado desde el original el 26 de septiembre de 2016. Consultado el 26 de septiembre de 2016.
78. ↑  Scutti, Susan (30 de diciembre de 2016). «NYC issues nation's first "intersex" birth certificate». CNN. Archivado desde el original el 5 de febrero de 2017.
79. ↑  O'Hara, Mary Emily (29 de diciembre de 2016). «Nation's First Known Intersex Birth Certificate Issued in NYC». NBC News. Archivado desde el original el 30 de diciembre de 2016. Consultado el 30 de diciembre de 2016.
80. ↑  «First Ever Intersex Birth Certificate Issued In America | Very Real». Oxygen.com. 30 de diciembre de 2016. Archivado desde el original el 5 de enero de 2017. Consultado el 4 de enero de 2017.
81. ↑  Sparrow, Robert (Octubre de 2013). «Gender Eugenics? The Ethics of PGD for Intersex Conditions». The American Journal of Bioethics 13 (10): 29-38. ISSN 1526-5161. PMID 24024804. doi:10.1080/15265161.2013.828115.
82. ↑  Davis, Georgiann (Octubre de 2013). «The Social Costs of Preempting Intersex Traits». The American Journal of Bioethics 13 (10): 51-53. ISSN 1526-5161. PMID 24024811. doi:10.1080/15265161.2013.828119.
83. ↑  Behrmann, Jason; Ravitsky, Vardit (Octubre de 2013). «Queer Liberation, Not Elimination: Why Selecting Against Intersex is Not "Straight" Forward». The American Journal of Bioethics 13 (10): 39-41. ISSN 1526-5161. PMID 24024805. doi:10.1080/15265161.2013.828131.
84. ↑  Davis, Georgiann (2015). «Voices: Personal Stories from the Pages of NIB». Narrative Inquiry in Bioethics 5 (2). Archivado desde el original el 9 de enero de 2017.
85. ↑  Hillman, Thea (2008). Intersex (For Lack of a Better Word). Manic D Press, Inc.
86. ↑  «Articles, essays, other published work by Hida Viloria». Archivado desde el original el 22 de enero de 2016. Consultado el 5 de febrero de 2017.
87. ↑  Viloria, Hida. «Born Both». Hatchette Book Group. ISBN 9781478940715. Archivado desde el original el 6 de febrero de 2017. Consultado el 5 de febrero de 2017.